# Sigmund Otto Joseph von Treskow
Sigmund Otto Joseph von Treskow (teilw. auch Otto Sigismund von Treskow) (* 16. März 1756 auf Gut Milow; † 6. Februar 1825 auf Schloss Owinsk bei Posen) war ein preußischer Manufakturbesitzer, Großkaufmann und Gutsbesitzer. Er ist Begründer der Ende des 18. Jahrhunderts nobilitierten Adelsgeschlechts Treskow, welches im 19. Jahrhundert großen Besitz und Ansehen erlangte.  

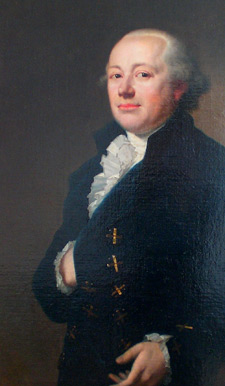
Sigmund Otto Joseph von Treskow

## Herkunft
Er wurde als unehelicher Sohn von Albert Sigismund von Tresckow (* 1717; † 1767) geboren. Dieser war Geheimer Justizrat und ehemaliger Besitzer von Gut Milow im Havelland, das zur Zeit der Geburt seines Sohnes bereits zwangsversteigert war. Die Mutter war Elisabeth Mangelsdorf (* 1726; † 1811), die Tochter eines Webers. Der Vater war nach Aufgabe der Gutswirtschaft nach Halberstadt gezogen, wo er als Kanonikus des Liebfrauenstiftes Wohnrecht besaß. Elisabeth Mangelsdorf folgte ihm mit zwei gemeinsamen Kindern nach und führte den Haushalt, ein weiterer früh verstorbener Sohn wurde in Halberstadt getauft.

## Wirtschaftlicher Aufstieg
Ohne Erbrecht begann Otto Sigismund nach dem Tod des Vaters eine Kaufmannslehre in Bernburg. Diese beendete er 1778. Nach einer Zwischenstation in Leipzig kam Treskow nach Berlin, wo er als Buchhalter in einer Seidenblumen-Manufaktur arbeitete. Das Berliner Bürgerrecht erwarb er 1781. Zwei Jahre später gründete er eine eigene Manufaktur zur Herstellung von Seidenblumen. Kurze Zeit später heiratete er Anna Sara George (* 1763; † 1834), die Tochter des wohlhabenden Destillateurs Benjamin George. Mit ihr hatte er sieben Söhne und eine Tochter.
Treskow begann den Handel mit Galanteriewaren, Seidenbändern und Stoffen für Uniformen. Darüber hinaus beteiligte er sich an verschiedenen weiteren profitablen Unternehmungen wie z. B. einer Zuckersiederei. Durch die Hilfe seines Schwiegervaters und gute Verbindungen insbesondere zu Hans Rudolf von Bischoffwerder konnte sich Treskow zum Lieferanten für die Armee und Großkaufmann entwickeln. Für die von ihm gelieferten Uniformen an die amerikanische Kontinentalarmee verpfändete George Washington ihm große Waldungen am oberen Mississippi. Er hat trotz der Revolution und des Ersten Koalitionskrieges, während dessen Preußen gegen Frankreich kämpfte, in den Jahren 1794 bis 1796 die französische Armee beliefert. Möglicherweise hat er dabei als Strohmann für Bischoffwerder agiert, der selbst bis 1794 preußischer Gesandter in Paris gewesen war.

## Gesellschaftlicher Aufstieg
Bischoffwerder hat Treskow 1796 auch den Erwerb der Herrschaft Strzelce in der nach den polnischen Teilungen an Preußen gefallenen Provinz Südpreußen ermöglicht. Durch erhebliche Geldsummen wurde er 1796 zum Kanoniker des Stifts St. Sebastian in Magdeburg gewählt. Mit der Aufnahme der Schwester seines Vaters in seinen Haushalt demonstrierte er den Anspruch, zur Familie von Tres(c)kow zu zählen. Am 14. Januar 1797 wurde er zu Berlin in den preußischen Adelsstand erhoben, womit das Adelsgeschlecht Treskow begründet wurde. Zeitlich fiel dies mit weiteren Geschäften mit der französischen Revolutionsarmee zusammen. Er lieferte, wohl erneut mit Unterstützung von Kreisen des Hofes, Uniformen und Pferde im Wert von 4 Millionen Franc. Dafür musste ihm die französische Regierung sogar zeitweise den zum französischen Kronschatz gehörenden Diamanten Regent verpfänden. 
Die Nobilitierung erfolgte im Vorgriff auf die Übertragung der Owinsker Klostergüter bei Posen im Juni 1797. Zusammen mit den Gütern in Strzelce besaß Treskow nun 20.000 Hektar Land in der Provinz Südpreußen. Er beauftragte Ludwig Catel und Karl Friedrich Schinkel mit dem Bau eines neuen Palais in Owinsk, das 1804 bis 1806 im Stil des Berliner Frühklassizismus errichtet wurde. Zur Finanzierung der Gutsanlage, zu der zehn Vorwerke und zahlreiche Wirtschaftsbauten gehörten, gab er eigene Wertpapiere heraus. Allein Wilhelm von Humboldt legte 38.000 Taler darin an. Nach der Niederlage Preußens 1806 lagen die Güter von Treskow nunmehr im napoleonischen Herzogtum Warschau. Wegen seiner früheren Geschäfte mit dem Directoire und der persönlichen Bekanntschaft mit Napoleon Bonaparte wurde er nicht enteignet.

## Gesandter in Paris
Im Auftrag von Staatskanzler Karl August von Hardenberg wurde Treskow im Herbst 1810 als Wirtschaftsdiplomat nach Paris entsandt, um dort zusammen mit dem preußischen Finanzbeamten im Büro des Staatskanzlers Heinrich von Béguelin über die Bezahlung der Kontributionen durch Lieferung von Naturalien und preußischer Fabrikwaren zu verhandeln. Treskow hatte früher mit der französischen Republik bedeutende Geldgeschäfte gemacht. Deshalb glaubte man, nun mit Napoleon günstig abschließen zu können. In dieser Zeit lebte er im Umkreis des kaiserlichen Hofes und berichtete über seine Begegnungen in Briefen nach Berlin. Treskow hatte bei den Holzlieferungen gewünscht, seine Wälder zu Gelde zu machen. Dies wurde ihm aber von Béguelin ausgeredet, sodass Treskow Paris verließ, als er sah, dass für ihn die Zeit nur verschwendet sei. Erst bei seiner zweiten Reise unterzeichnete Béguelin die Convention vom 24. Februar 1812. Der Vertrag sah vor, dass die Goldkontributionen in Sachlieferungen umgewandelt wurden.
Diese Convention wurde wegen des späteren Kriegsausbruches zwischen Preußen und Frankreich nur teilweise umgesetzt.
Nach seiner Rückkehr nach Berlin verkaufte Treskow seinen dortigen Besitz und zog ganz auf sein Gut Owinsk. 
Vier seiner Söhne, so u. a. der Landwirtschaftsreformer Carl von Treskow zu Friedrichsfelde, oder der Mitinitiator des Seebades Heringsdorf, Louis (Ludwig) von Treskow (1799–1865), begründeten nachfolgend neue Linien des Adelsgeschlechts von Treskow.